# Albert Höver
Albert Höver (* 1. Mai 1911 in Anrath; † 2. Dezember 1998) war ein deutscher Politiker und Landtagsabgeordneter (CDU).

## Leben und Beruf
Nach dem Besuch der Volksschule und der Oberrealschule mit dem Abschluss Abitur war er zunächst ein Jahr als Weber tätig und absolvierte dann eine Rechtspflegeausbildung. Am 9. November 1937 beantragte er die Aufnahme in die NSDAP und wurde rückwirkend zum 1. Mai desselben Jahres aufgenommen (Mitgliedsnummer 5.110.537). Später war er im Justizministerium des Landes Nordrhein-Westfalen beschäftigt.

## Abgeordneter
Vom 21. Juli 1962 bis zum 23. Juli 1966 war Höver Mitglied des Landtags des Landes Nordrhein-Westfalen. Er wurde im Wahlkreis 059 Düsseldorf-Mettmann-West direkt gewählt.
Von 1956 bis 1963 war er Mitglied des Stadtrates der Stadt Ratingen und von 1961 bis 1963 Bürgermeister.